# 山口義一

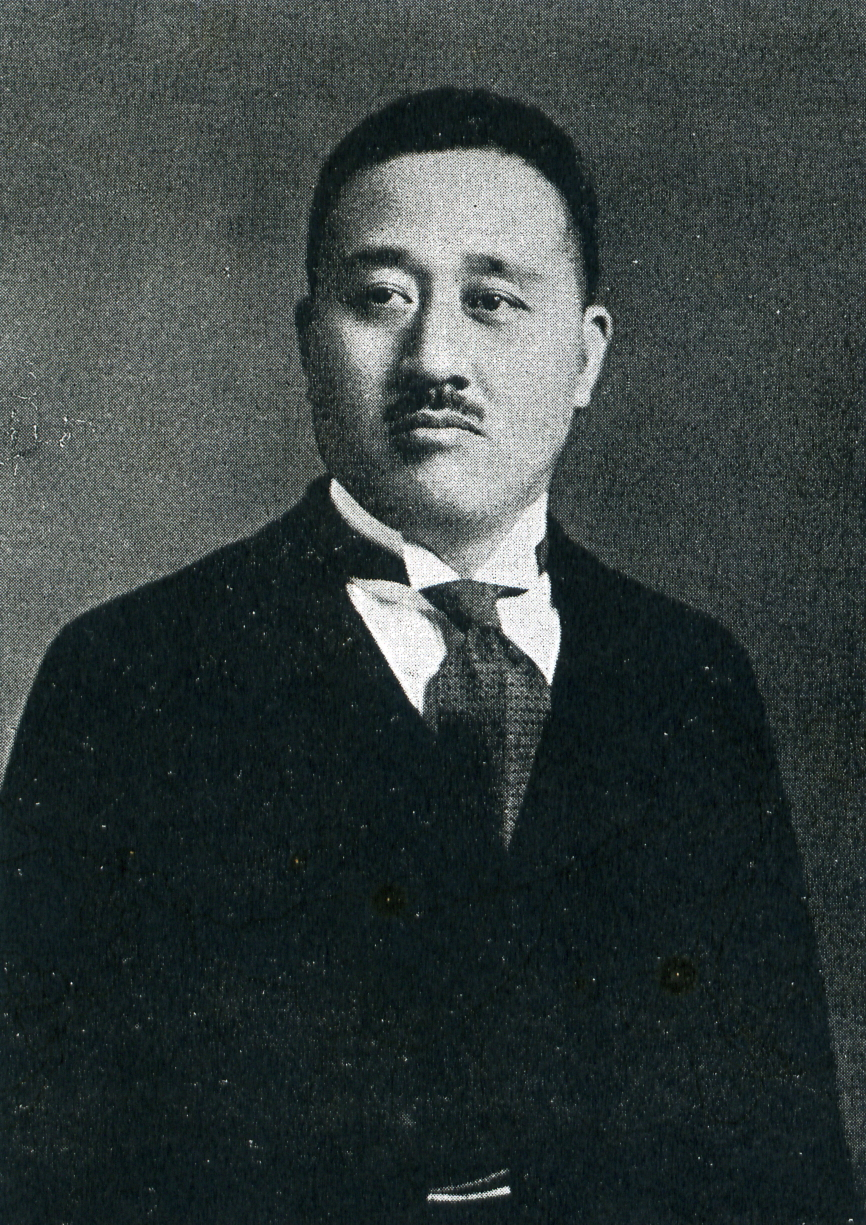
山口義一

山口 義一（やまぐち ぎいち、1888年（明治21年）1月20日 - 1935年（昭和10年）4月15日）は、日本の衆議院議員（立憲政友会）。

## 経歴
大阪府堺市出身。1915年（大正4年）、東京帝国大学法科大学政治科を卒業。1917年（大正6年）、堺市長選挙に推されたが、市会での得票数が対立候補の斎藤研一と同数だったため、年下の山口が譲らざるを得なかった。
その後、京都帝国大学大学院で社会政策を学んだが、1919年（大正8年）に退学。翌年の第14回衆議院議員総選挙に出馬し、当選。以後、5回当選を重ねた。普通選挙や貴族院改革を主張した。田中義一内閣で大蔵参与官に就任した後、政友会幹事長を務めた。
また堺スコップ株式会社、坂自転車株式会社の役員も務めた。